# Câmpani
Câmpani ou Cîmpani est une commune roumaine du județ de Bihor, en Transylvanie, dans la région historique de la Crișana et dans la région de développement Nord-Ouest.

## Géographie
La commune de Câmpani est située dans le sud-est du județ, dans la vallée de Beiuș, le long de la rivière Băița, affluent du Crișul Negru, dans les contreforts des Monts Apuseni, à 6 km au sud-est de Beiuș, à 5 km au nord-ouest de Nucet et à 86 km au sud-est d'Oradea, le chef-lieu du județ.
La municipalité est composée des cinq villages suivants, nom hongrois, (population en 2002) :
- Câmpani ou Cîmpani, Felsőmezős (921), siège de la commune ;
- Fânațe ou Fînațe, Fonóháza (692) ;
- Hârsești ou Hîrsești, Herzafalva (369) ;
- Sighiștel, Kisszegyesd (361) ;
- Valea de Sus, Felsőfeketevölgy (326).

## Histoire
La première mention écrite du village de Câmpani date de 1600.
La commune, qui appartenait au royaume de Hongrie, en a donc suivi l'histoire.
Après le compromis de 1867 entre Autrichiens et Hongrois de l'empire d'Autriche, la principauté de Transylvanie disparaît et, en 1876, le royaume de Hongrie est partagé en comitats. Câmpani intègre le comitat de Bihar (Bihar vármegye).
À la fin de la Première Guerre mondiale, l'Empire austro-hongrois disparaît et la commune rejoint la Grande Roumanie au traité de Trianon.
En 1940, à la suite du deuxième arbitrage de Vienne, la communauté fait partie de la petite partie du județ restée sous souveraineté roumaine.
Le village de Valea de Sus rejoint la commune de Câmpani en 1968, lors de la réorganisation administrative du pays.

## Politique
| Période                                  | Période  | Identité   | Étiquette | Qualité |
| ---------------------------------------- | -------- | ---------- | --------- | ------- |
| Les données manquantes sont à compléter. |          |            |           |         |
| 2008                                     | En cours | Raul Bocşe | PNL       |         |

| Parti | Parti                                      | Sièges |
| ----- | ------------------------------------------ | ------ |
|       | Parti national libéral (PNL)               | 3      |
|       | Parti social-démocrate (PSD)               | 3      |
|       | Alliance des libéraux et démocrates (ALDE) | 2      |
|       | Parti écologiste roumain (PER)             | 1      |

## Démographie
| Année | Roumains | Hongrois | Roms   | Allemands | Juifs  |
| ----- | -------- | -------- | ------ | --------- | ------ |
| 1910, | 68,69 %  | 1,07 %   |        | 0,20 %    |        |
| 1930  | 99,21 %  | 0,30 %   | 0,42 % |           | 0,08 % |
| 1956  | 99,35 %  | 0,53 %   |        |           |        |
| 2002  | 99,58 %  | 0,07 %   | 0,29 % |           |        |
| 2011  | 98,84 %  |          |        |           |        |

En 2011, la composition religieuse de la commune était la suivante :
- Chrétiens orthodoxes, 89,86 % ;
- Pentecôtistes, 8,73 %.

## Économie
L'économie de la commune repose sur l'agriculture, l'élevage et le tourisme.

## Communications

### Routes
Câmpani est située sur la route nationale DN75 Oradea-Alba Iulia ou Turda.

## Lieux et monuments
- Câmpani, église orthodoxe datant de 1877[7] ;
- Fânațe, église orthodoxe en bois St Dimitri, datant de 1724, classée monument historique[7] ;
- Sighiștel, vallée, grottes, gorges, Parc National des Monts Apuseni.